# Colombia op de Olympische Winterspelen 2022
Colombia nam deel aan de Olympische Winterspelen 2022 in Peking in China.

## Deelnemers en resultaten

### Alpineskiën
| Naam            | Onderdeel    | 1e run         | 1e run         | 2e run         | 2e run         | Totaal         | Totaal         |
| Naam            | Onderdeel    | Tijd           | Rang           | Tijd           | Rang           | Tijd           | Rang           |
| --------------- | ------------ | -------------- | -------------- | -------------- | -------------- | -------------- | -------------- |
| Michael Poettoz | Reuzenslalom | 1:12,83        | 36             | 1:17,19        | 30             | 2:30,02        | 31             |
| Michael Poettoz | Slalom       | niet gefinisht | niet gefinisht | niet geplaatst | niet geplaatst | niet geplaatst | niet geplaatst |

### Langlaufen
Maximaal vier deelnemers per onderdeel
Lange afstanden
Mannen
| Naam                   | Onderdeel             | Uitslag | Uitslag |
| Naam                   | Onderdeel             | Tijd    | Rang    |
| ---------------------- | --------------------- | ------- | ------- |
| Carlos Andrés Quintana | 15 km klassieke stijl | 55:41,9 | 95      |

### Schaatsen
Massastart
| Naam        | Onderdeel | Halve finale | Halve finale | Halve finale | Finale         | Finale         | Finale |
| Naam        | Onderdeel | Punten       | Tijd         | Rang         | Punten         | Tijd           | Rang   |
| ----------- | --------- | ------------ | ------------ | ------------ | -------------- | -------------- | ------ |
| Laura Gómez | Vrouwen   | 0            | 8:31,66      | 11           | niet geplaatst | niet geplaatst | 22     |

Albanië · Amerikaans-Samoa · Amerikaanse Maagdeneilanden · Andorra · Argentinië · Armenië · Australië · Azerbeidzjan · België · Bolivia · Bosnië en Herzegovina · Brazilië · Bulgarije · Canada · Chili · China · Chinees Taipei · Colombia · Cyprus · Denemarken · Duitsland · Ecuador · Eritrea · Estland · Filipijnen · Finland · Frankrijk · Georgië · Ghana · Griekenland · Groot-Brittannië · Haïti · Hongarije · Hongkong · Ierland · IJsland · India · Iran · Israël · Italië · Jamaica · Japan · Kazachstan · Kirgizië · Kosovo · Kroatië · Letland · Libanon · Liechtenstein · Litouwen · Luxemburg · Madagaskar · Maleisië · Malta · Marokko · Mexico · Moldavië · Monaco · Mongolië · Montenegro · Nederland · Nieuw-Zeeland · Nigeria · Noord-Macedonië · Noorwegen · Oekraïne · Oezbekistan · Oost-Timor · Oostenrijk · Pakistan · Peru · Polen · Portugal · Puerto Rico · Roemenië · San Marino · Saoedi-Arabië · Servië · Slovenië · Slowakije · Spanje · Thailand · Trinidad en Tobago · Tsjechië · Turkije · Verenigde Staten · Wit-Rusland · Zuid-Korea · Zweden · Zwitserland
Russische ploeg